# Ryan Callahan
Ryan Callahan (ur. 21 marca 1985 w Rochester, Nowy Jork) – amerykański hokeista, reprezentant USA, dwukrotny olimpijczyk.

## Kariera
- Syracuse Jr. Crunch (2000-2001)
- Buffalo Lightning (2001-2002)
- Guelph Storm (2002-2006)
- New York Rangers (2006-2014)
  -  Hartford Wolf Pack (2006-2007)
- Tampa Bay Lightning (2014-2019)

W drafcie NHL z 2004 został wybrany przez New York Rangers. Od 2006 roku zawodnik tego klubu. W lipcu 2011 roku przedłużył kontrakt z klubem o trzy lata. Od 2011 roku kapitan drużyny. Od marca 2014 zawodnik Tampa Bay Lightning (w toku wymiany za Martina St. Louisa; obaj do tego czasu byli kapitanami swoich zespołów). W połowie 2019 przeszedł do Ottawa Senators. Zawodnik nie zagrał w barwach nowego klubu w sezonie NHL (2019/2020) z uwagi na kontuzję pleców. Pod koniec grudnia 2020 ogłoszono zakończenie przez niego kariery zawodniczej.
Uczestniczył w turniejach mistrzostw świata w 2007 oraz zimowych igrzysk olimpijskich 2010, 2014.

## Sukcesy

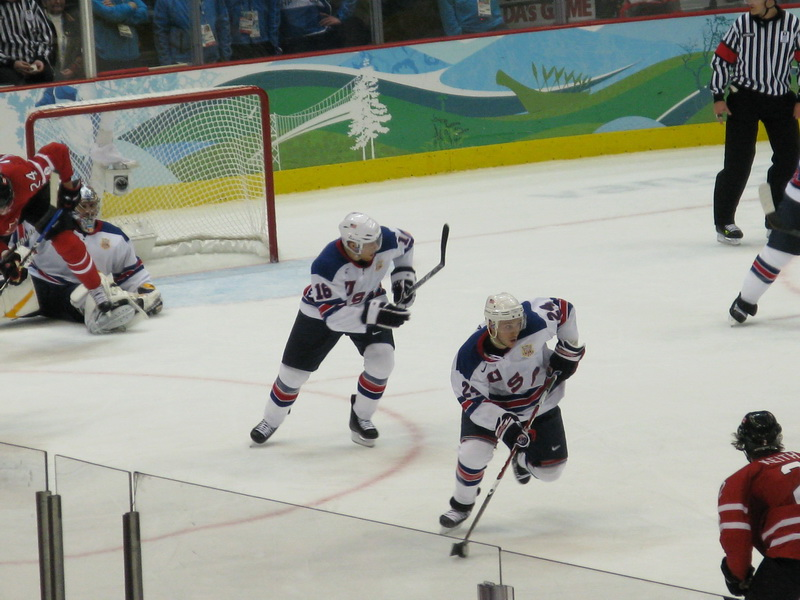
Ryan Callahan (przy krążku z nr 24) w barwach USA podczas ZIO 2010. Za nim Joe Pavelski (nr 16)

Reprezentacyjne
- Srebrny medal Igrzysk Olimpijskich: 2010

Klubowe
- Wayne Gretzky Trophy - mistrzostwo konferencji OHL: 2004 z Guelph Storm
- J. Ross Robertson Cup - mistrzostwo OHL: 2004 z Guelph Storm
- Puchar Wiktorii: 2008 z New York Rangers
- Najlepszy zespół Konferencji Wschodniej w sezonie zasadniczym: 2012 z New York Rangers
- Najlepszy zespół Dywizji Atlantyckiej w sezonie zasadniczym: 2012 z New York Rangers
- Prince of Wales Trophy - zwycięstwo w Konferencji Wschodniej w fazie play-off: 2012 z New York Rangers

Indywidualne
- OHL 2003/2004:
  - Pierwsze miejsce w klasyfikacji strzelców w fazie play-off: 13 goli
- OHL 2005/2006:
  - Leo Lalonde Memorial Trophy - najlepszy zawodnik wśród przekraczających wiek juniorski
  - Drugi skład gwiazd ligi
- AHL (2006/2007):
  - Skład gwiazd pierwszoroczniaków
  - Mecz Gwiazd AHL